# Диокл Сиракузский
Дио́кл Сираку́зский (др.-греч. Διοκλής των Συρακουσών) — древнегреческий сиракузский политик, с конца V века до нашей эры. Известны сведения лишь нескольких годах его жизни — с 413 по 408 годы до н. э.

## Биография
Историк Диодор Сицилийский изображает Диокла, как знаменитого и уважаемого оратора: именно он предложил на следующий день после победы над афинянами, в 413 году самую суровую кару для побежденных: казнь афинских полководцев, осуждение афинских воинов на рабство в рудниках и продажа в рабство воинов союзников Афин.
Подкрепленное вмешательством спартанца Гилиппа, который подчеркнул, что такая жестокая участь была уготована сиракузянам в случае победы афинян, предложение было принято вопреки совету сторонников помилования во главе со стратегом Гермократом.

## Демократический законодатель
После победы 411 г. сиракузяне, активно участвовавшие в защите города, могли требовать демократических реформ, аналогичных тенденции к демократии в Афинах после битвы при Саламине, выигранной афинским флотом, состоящим в основном из простых люди.
Диокл сначала принял две меры:
- Жеребьевка магистратов: этот способ избрания, уже практиковавшийся в Афинах, для Аристотеля был характерным для демократии.[6]
- Назначение группы экспертов для разработки законопроектов.

Затем, будучи участником этой группы законодателей, Диокл занял там главенствующую роль, так что написанные там законы носят его имя. Справедливость и точность его системы наказаний и наград принесла ему восхищение его сограждан, а также многих греческих городов на Сицилии, которые приняли и соблюдали его законы до римского господства.

## Неудавшийся стратег
В 409 году до н.э Диокл стал главой армии из 4000 человек, отвечавшей за помощь Гимере, осажденной карфагенянином Ганнибалом Магоном, который высадился на Сицилии с испанскими войсками и одержал первую победу при Селинунте.
Но это был провал: после первых сражений ему пришлось повернуть назад, опасаясь нападения карфагенян на Сиракузы. Гимера пала и была стёрта с лица земли Ганнибалом, единственное утешение для греков было в том, что они успешно эвакуировали женщин и детей в Мессину.

## Изгнание
Гермократ был изгнан из Сиракуз в 411 году до н. э. после победы над Афинами, когда командовал сиракузским флотом, направлявшимся на спасение Спарты . В 409 году до н. э, вернувшись на Сицилию, он поднял стены Селинунта, разрушенные карфагенянами, и провел победоносные контрнаступления против карфагенян. В силу этих успехов он смог просить о своем возвращении к благодати в 408 году до н. э. используя в качестве козыря кости сиракузян, которые он собрал в руинах Гимеры.
Именно в этом контексте Диокл, яростно выступавший против возвращения Гермократа, сам был изгнан за нечестие, потому что он выступает против погребения умерших. Тем не менее Гермократа не допустят в Сиракузы.
Фактическая продолжительность его изгнания и обстоятельства его последующего возвращения в Сиракузы неизвестны. Неизвестно, какая процедура использовалась, в частности, был ли уже отменен петализм, когда-то действовавший в Сиракузах и положивший начало пятилетним изгнаниям.

## История его смерти
Рассказ о смерти Диокла, переданный Диодором, создает образ строгости, который законодатель оставил в коллективной памяти.
Один из его законов, например, заключался в том, чтобы наказывать смертью любого, кто придет на публичное собрание с мечом или каким-либо другим оружием, даже если он заявит о незнании закона или под каким-либо другим предлогом. Так вот, однажды пришло сообщение, что враги появляются возле города: он немедленно вышел из дома с мечом. Но тот же шум вызвал суматоху на главной площади; он вошел туда небрежно и не думая о своем мече. Частное лицо, заметившее это, сказало ему, что он нарушает собственный закон. Наоборот, ответил он, я намерен еще укрепить его. И тут же вонзил свой меч себе в сердце.
Помимо своего невероятного характера, эта история не вызывает доверия ещё и потому, что Диодор приписывает её смерти Харонда, упоминая затем, что " некоторые историки " приводят историю, идентичную истории Диокла.
Можно считать, что Диокл умер до конца правления Дионисия Старшего (-367), поскольку Диодор говорит, что Дионисий приказал разрушить храм, построенный в его честь, после его смерти, чтобы повторно использовать камни при строительстве крепости.